# ヒュンダイ・HD1000
HD1000は、大韓民国の自動車メーカー、現代自動車により生産・販売された小型トラック、およびミニバス/バンである。
前期型は1977年から1979年にかけて、後期型は1980年から1981年にかけて生産・販売された。

## 概要
イギリス・フォード製初代タウヌス・トランジットのフレームとプラットフォームをベースとしており、ポニーのデザインを取り入れて開発された。エンジンは、パーキンスからライセンス生産する1,759cc55馬力の直列4気筒パーキンズ・4.108型ディーゼルを搭載。
このため、一部部品はポニーと互換性がある。ホイールは5穴ホイールと6穴ホイールの2種類を用意。
キャビンのベルトラインはかなり高く設置されており、ウィンドウの開口部が狭く、ハイルーフも設定されなかった。また、バン仕様はミニバス仕様とは異なり、サイドドアが無く、トランクドアのみであった。
救急車仕様は、1981年8月にキア・ボンゴコーチが発売されるまでは唯一の車種として重宝された。
トラック仕様は、4代目HR型ポーター同様ダブルキャブも設定されるが、2代目AH型ポーターとは異なりトランクドアのウィンドウがスライド式であった。
トラック仕様は、シングルキャブとダブルキャブの両方を設定。なお、ダブルキャブは平ボディ車のみであった。また、ポニーピックアップとは異なり分離式のため、荷台の取り外し等が可能であった。
トラック仕様がポーターを名乗る事から、公式においても本車のトラック仕様がポーターの初代として扱われる。また乗用仕様はミニバス、救急車仕様はアンビュランス、バン仕様は「ポーターバン」を名乗る。
韓国において初となる自社開発された商用1トン車であり、韓国における国産車の歴史において重要な立ち位置であるが、現存する個体は存在しない。このため、博物館においても保存・展示はされていない。なお、ごく稀に 古い部品を取り扱う店等では、本車の部品が取り扱われる場合もある。
現存車が数少ない理由としては、生産期間が比較的短期間である事が大きいが、自社開発もほぼ初歩的な段階であった事から耐久性も良いとは言えず、そう言った経緯と考えられる。
なお、本車は1988年に発行された現代自動車の20年史に記載される。
1980年にはフロントマスクに一部改良を受け、4速MTから5速MTとなり、ブレーキも改良が施された。フロントバンパーも白色のアルミ製から黒色のプラスチック製へ変更された。また、ダブルキャブでは、スライド式であったトランクドアのウィンドウがフロントドア同様レバーを回して開閉する形式に変更された。同年8月には累計販売台数30,000台を達成した。
当時の新聞記事によれば、8月中旬に達成し、1978年1月から発生したイラン革命による原油価格の上昇以来、月版販売台数1000台以上を記録しているという。
1981年（時期不明）に全斗煥元大統領による自動車産業合理化措置により、強制に近い形で生産終了となった。後継車はトラック仕様が1986年12月発売の2代目AH型ポーター、バン仕様が同年同月発売の初代AH型グレースとなる。

## ラインナップ
- 1トン高床シングルキャブ
- 1トン高床ダブルキャブ
- 1トン低床シングルキャブ
- 1トン高床トラック
- 1トン高床シングルキャブディーゼル車
- 1トン低床ダブルキャブディーゼル車
- 1トン低床シングルキャブディーゼル車
- 3人乗りバン
- 6人乗りバン
- 12人乗りミニバス
- 救急車